# 行政院新聞局
行政院新聞局（ぎょうせいいんしんぶんきょく、Government Information Office, ROC）は、かつて存在した、中華民国（台湾）の行政院に属する行政機関。国内の言論や政府広報に関する業務を所管していた。
日本語の広報媒体として台湾週報、ウェブサイト「Taiwan Today」を運営していた。
2012年1月11日、日本経済新聞デジタルメディアと提携契約を結び、「Taiwan Today」のコンテンツを日経テレコン21へ提供することになった。
2012年5月、省庁再編に伴い廃止された。新聞局の業務のうち、Taiwan Todayを含む国際広報業務は外交部に、メディア業務は新設された文化部にそれぞれ移行し、国内広報業務は行政院の直轄となった。 

## 沿革
- 1947年5月2日 - 南京で国民政府によって設立。
- 1949年12月7日 - 国共内戦により台北に移転。
- 1951年5月 - 英語版広報誌『Free China Review』創刊。
- 1959年7月 - 日本語広報誌『中華週報』創刊。
- 1964年5月 - 英語広報誌『Free China Weekly』創刊。
- 1984年1月 - 『Free China Weekly』を『Free China Journal』に改称。
- 2000年1月 - 『Free China Journal』を『Taipei Journal』に改称。
- 2000年4月 - 『Free China Review』を『Taipei Review』に改称。
- 2001年1月 - 『中華週報』を『台北週報』に改称。
- 2003年3月 - 『Taipei Review』を『Taiwan Review』に改称。
- 2003年5月 - 『Taipei Journal』を『Taiwan Journal』に改称。
- 2004年1月 - 『台北週報』を『台湾週報』に改称。
- 2009年6月 - ウェブサイト「Taiwan Today」英語版を開設。
- 2011年5月 - 楊永明新聞局長就任（最後の局長となった）。
- 2011年8月 - ウェブサイト「Taiwan Today」日本語版を開設。
- 2012年1月 - ウェブサイト「台湾ごちそうナビ」（台湾美食文化網）六か国語版を開設。
- 2012年5月 - 省庁再編により廃止。